# Arctornis malleuncus
Arctornis malleuncus är en fjärilsart som beskrevs av Holloway 1999. Arctornis malleuncus ingår i släktet Arctornis och familjen tofsspinnare. Inga underarter finns listade i Catalogue of Life.